# Тесова (присілок)
Тесова (рос. Тесовая) — присілок в Городецькому районі Нижньогородської області Російської Федерації.
Населення становить 15 осіб. Входить до складу муніципального утворення Смольковська сільрада.

## Історія
Від 2009 року входить до складу муніципального утворення Смольковська сільрада.

## Населення
1. Н/Д[2]